# Deputy – Einsatz Los Angeles
Deputy – Einsatz Los Angeles (Originaltitel Deputy) ist eine US-amerikanische Krimiserie, die am 2. Januar 2020 auf dem Sender Fox ihre Premiere feierte. Sie handelt vom Deputy Sergeant Bill Hollister, der nach dem Tod seines Vorgesetzten das Amt des Sheriffs im Los Angeles County übernimmt und nun ein Team von mehreren Deputies leitet, die nicht alle mit seiner Art, nach seinen eigenen Regeln zu handeln, einverstanden sind.
Fox verkündete im Januar 2019 die Produktion der Pilotfolge, da diese ein put pilot war, also laut Vertrags-Vereinbarung unter Androhung einer Geldstrafe ausgestrahlt werden musste, bestellte der Sender im Mai eine komplette Staffel. Diese lief von Januar bis März 2020 und bestand aus 13 Folgen. Am dritten April gab Fox die Einstellung der Serie bekannt, dies war wahrscheinlich niedrigen Einschaltquoten geschuldet.
In Deutschland ist die Serie seit dem 1. April 2020 auf 13th Street zu sehen, allerdings pausierte die Ausstrahlung vom 22. April bis zum 3. Juni, da aufgrund der COVID-19-Pandemie die Synchronarbeiten nicht stattfinden konnten.

## Handlung
Nachdem Bradford, der Sheriff des Los Angeles County, einem Herzinfarkt erliegt, wird der berittene, dienstälteste Deputy Sergeant Bill Hollister, dessen Einsatzgebiet eigentlich in den ländlichen Gegenden der Stadt liegt, nach einer Verordnung von 1850 zum Sheriff ernannt, bis ein Nachfolger gewählt wird. Mit dieser Maßnahme sind viele unzufrieden, vor allem, weil Bill aufgrund seiner Angewohnheit, Dinge auf seine eigene, die Dienstvorschriften oft ignorierende Art zu tun, einen schlechten Ruf hat, auch wenn ihm eigentlich das Wohl von Zivilisten sehr am Herz liegt.
Mit seiner neuen Position erhält Bill mehrere Deputies, denen er Ehre und Pflichtbewusstsein sowie seine Methoden beibringen will. Dies sind unter anderem Cade Ward, ein ehemaliger Marine, der sich seit langem sehnlichst ein Kind mit seiner Ehefrau, der Anwältin Teresa, wünscht und eine schwierige Kindheit als Junge im Pflegefamilien-System hatte, Joseph Harris, der Sohn von Bills verstorbenem Partner, der auch gleichzeitig sein Patensohn ist, Josephs Ausbilderin Charlie Minnick, die eine heimliche Affäre mit ihrem Kollegen Gabriel Luna hatte, sowie Brianna Bishop und Jerry London. Bishop ist zu Bills Personenschutz abgestellt, was diesem zunächst missfällt, allerdings verstehen sie sich mit der Zeit immer besser, weil Bishop lange Erfahrungen mit dem Reiten und dank der ehemaligen Arbeit im Pentagon bestens über die politischen Angelegenheiten in der Sheriff-Behörde Bescheid weiß, zudem sorgt Bishop dafür, dass Bill mit seinem groben Weg nicht zu weit geht und die Behörde durch Engagement wirklich reformieren kann. Jerry London ist Bills direkter Untergebener, ihm missfallen Bills Missachtung des Protokolls und Abneigung gegen bürokratische Prozesse extrem, weswegen er ihn stürzen und bei der Wahl gewinnen will. Obwohl Jerry teilweise auf unlauterem Weg an sein Ziel gelangen will, ist er dennoch nicht bereit, dabei das Leben anderer zu gefährden.
Auch das Privatleben der Figuren wird behandelt, so unterstützten sich Bill und seine Ehefrau Paula Reyes, die in einem Krankenhaus als Notfallärztin arbeitet, gegenseitig, wenn sie in ihren Berufen Schwierigkeiten haben, Cade und Teresa adoptieren zwei Kinder, deren Vater von Cade aus Notwehr erschossen wurden, Joseph und Charlie scheinen etwas füreinander zu empfinden, während Bishop die eigene Geschlechtsidentität in Frage stellt und sich schließlich als nicht-binär identifiziert, was die Beziehung zur Freundin Genevieve auf die Probe stellt.

## Produktion
Am 5. Mai 2019 wurde von Fox offiziell eine Pilotfolge in Auftrag gegeben. Die Idee zur Serie stammt von Will Beal, der mehrere Jahre als Ermittler für die Mord- und Gangabteilung des Los Angeles Police Department tätig war. Beal verfasste das Drehbuch der ersten Serie, bei der David Ayer Regie führte, die beiden finanzierten die Serie auch als Executive Producer. Weitere Geldgeber waren Entertainment One und Fox Entertainment.
Anfang Mai 2019 gab Fox bekannt, eine erste Staffel bestellt zu haben, die zum Mid-season replacement für den Frühling 2020 benannt wurde, damit werden Serien bezeichnet, die von Januar bis Mai an den Start gehen und meistens als Ersatz für eingestellte, unterbrochene oder verschobene Serien beziehungsweise Lückenfüller für leere Programmblöcke benutzt werden.
Im März 2019 wurden die Besetzungen von Stephen Dorff, Yara Martinez, Brian Van Holt, Siena Goines, Shane Paul McGhie, Mark Moses und Bex Taylor-Klaus in Hauptrollen verkündet, im Oktober 2019 beziehungsweise Januar stoßen Karrueche Tran und Jenny Gago in Nebenrollen zum Ensemble.

## Besetzung
Die Synchronisation der Serie wurde bei der Studio Hamburg Synchron nach einem Dialogbuch von Satria Anthony Sudarbo und Gerd Naumann unter der Dialogregie von Naumann erstellt.

### Hauptfiguren
| Rolle                                    | Darsteller           | Synchronsprecher      |
| ---------------------------------------- | -------------------- | --------------------- |
| Deputy Sergeant / Sheriff Bill Hollister | Stephen Dorff        | Tommy Morgenstern     |
| Dr. Paula Reyes                          | Yara Martinez        | Kristina von Weltzien |
| Deputy Cade Ward                         | Brian Van Holt       | Peter Flechtner       |
| Deputy / Detective Brianna Bishop        | Bex Taylor-Klaus     | Franciska Friede      |
| Deputy Rachel Delgado                    | Siena Goines         | Merete Brettschneider |
| Deputy Joseph Harris                     | Shane Paul McGhie    | Tobias Diakow         |
| Undersheriff Jerry London                | Mark Moses           | Oliver Siebeck        |
| Deputy Charlie Minnick                   | Danielle Moné Truitt | Jennifer Böttcher     |

### Nebenfiguren
| Rolle               | Darsteller       | Synchronsprecher     |
| ------------------- | ---------------- | -------------------- |
| Teresa Ward         | Natalia Cigliuti | Simona Pahl          |
| Maggie Hollister    | Valeria Jauregui | Elise Eikermann      |
| Bobby Perez         | Danny Soto       | Willy Mohr           |
| Camilla             | Gianna Gallegos  | Viviane Brunner      |
| Deputy Sara Book    | Sarah Minnich    | Nina Witt            |
| Deputy Carter       | Josh Helman      | Alexander Merbeth    |
| Anjelica Reyes      | Jenny Gago       | Katja Brügger        |
| Deputy Gabriel Luna | Bobby Naderi     | Achim Buch           |
| Genevieve           | Karrueche Tran   | Runa Pernoda Schafer |
| David Browder       | Jason Wiles      | Thomas Schmuckert    |
| Rose                | Sharlene Taulé   | Cornelia Waibel      |
| Carol Riley         | Jaime Ray Newman | Joey Cordevin        |
| Taylor              | Meg Smith        | Florentine Stein     |
| Suki                | Lex Lotito       | Selina Böttcher      |

## Episodenliste
| Nr. | Deutscher Titel             | Originaltitel          | Erstausstrahlung USA | Deutschsprachige Erstveröffentlichung (D) | Regie              | Drehbuch                                       |
| --- | --------------------------- | ---------------------- | -------------------- | ----------------------------------------- | ------------------ | ---------------------------------------------- |
| 1 | Seine Stadt, seine Regeln   | Graduation Day         | 2. Jan. 2020         | 1. Apr. 2020                              | David Ayer         | Will Beall                                     |
| Nach dem plötzlichen Tod seines Vorgesetzten Bradford wird Bill Hollister, dienstältester Deputy des Los Angeles County Sheriff's Department, übergangsweise zum Sheriff ernannt, bis ein Nachfolger gewählt wird. Schon bei seinem ersten Einsatz bricht Bill mit der üblichen Vorgehensweise, indem er persönlich an der Stürmung eines Kriminellen-Verstecks teilnimmt. Nach dem Tod einer der Verbrecher ermutigt Bill seinen Kollegen Cade Ward, der mit seiner Frau Teresa bislang erfolglos versucht, ein Kind zu zeugen, die Kinder des Getöteten zu adoptieren. Währenddessen wird Deputy Joseph Harris, Bills Patensohn, bei seinem Dienst im örtlichen Gefängnis von einem Insassen angegriffen, der seine Uniform entwendet und flieht. Wegen interner Untersuchungen aufgrund des Vorfalls bei der Stürmung überlegt Bill, das Amt als Sheriff niederzulegen, allerdings können ihn seine Frau Paula und Deputy Brianna Bishop davon abbringen. Nachdem Bill illegale Immigranten vor einer Operation des ICE warnt, weil er moralische Bedenken hat, reitet er mit Cade und Brianna zu seinem nächsten Einsatz. Sie wollen dank Informationen von Joseph die Tochter eines Kartell-Geldwäschers befreien, die vom Gefängnis-Insassen entführt wurde. Nachdem Brianna den Entführer tötet, erklärt sich der Geldwäscher bereit, eine Aussage über seine Tätigkeit zu machen. Am Ende der Folge warnt Cade seinen neuen Adoptiv-Sohn, nicht Rache am Tod seines Vaters zu nehmen, während Bill Joseph davon überzeugt, Deputy zu bleiben, allerdings weigert er sich vorerst, ihn in sein Team aufzunehmen. |                             |                        |                      |                                           |                    |                                                |
| 2 | In der Schusslinie          | 10-8 Outlaws           | 9. Jan. 2020         | 1. Apr. 2020                              | David Ayer         | Kimberly Ann Harrison                          |
| Bill hat Probleme damit, sich seinen neuen Pflichten als Sheriff zu widmen, weil er hauptsächlich für ihn langweilige, bürokratische Aufgaben erledigen muss und deswegen nicht mehr so viele Außeneinsätze wie früher hat. Dies ändert sich erst, als der von Bill geächtete Roman Burgin aus dem Gefängnis entlassen wird und erneut Verbrechen verübt. Bill gibt eine Fahndung raus und nimmt persönlich an der Suche nach Roman teil, obwohl Brianna ihm davon abrät. Währenddessen sieht Joseph, wie Gabriel Luna, sein Ausbilder für den Außeneinsatz, von Deputy Charlie Minnick geküsst wird, was gegen die Dienstvorschriften verstößt, allerdings willigt er ein, darüber zu schweigen. Roman stiehlt kurz darauf dem Kartell Geld und ein Motorrad, mit dem er über die Grenze fliehen will, weswegen Bill alle Autobahnen der Stadt sperren lässt. Undersheriff Jerry London, der sowohl über Bills arrogante Art als auch über Scheidungspapiere in seiner Post verärgert ist, weiht Charlie in seinen Plan ein, Bill zu stürzen. Nachdem Roman gestellt und verhaftet wird, lernt Bill Briannas Partnerin Genevieve kennen und gibt Cade Ratschläge in Sachen Elternschaft. Während Joseph zusammen mit Gabriel in einem Mini-Markt Essen holt, wird letzterer von einem Unbekannten angeschossen und schwer verletzt. |                             |                        |                      |                                           |                    |                                                |
| 3 | Ein großer Verlust          | 10-8 Deputy Down       | 16. Jan. 2020        | 8. Apr. 2020                              | Chris Grismer      | John Coveny                                    |
| Nachdem Gabriel die Operation unter Paulas Aufsicht überlebt hat, machen sich seine Kollegen auf die Suche nach dem Täter. Joseph will an dieser teilnehmen, allerdings weist ihn Bill stattdessen an, Gabriel im Krankenhaus zu bewachen. Charlie, die Joseph schwere Vorwürfe macht, bringt ihn dazu, zusammen mit ihr einen Mann zu verhaften, der Gabriel öffentlich drohte, allerdings stellt sich heraus, dass es sich um einen von Gabriels verdeckt ermittelnden Informanten handelt. Bill und Wade gehen zum Friseur und Bills altem Freund Curtis, genannt „Bürgermeister“, dank dem sie die Waffe zurückverfolgen, mit der auf Gabriel geschossen wurde. Sie gehört einem auf Bewährung entlassenen Sträfling, die er weiterverkauft hat. Während Jerry versucht, Bills Ruf zu schädigen, indem er die Presse über die angebliche Festnahme des Schützen informiert, stirbt Gabriel an den Folgen der Operation. Bill macht den psychisch kranken Täter Donald Murphy ausfindig, der Gabriel mit seinem ihn missbrauchenden Vater verwechselt hat. Bill befürchtet, dass seine Deputies Donald bei der Verfolgung erschießen könnten, weswegen er ihn festnimmt. Joseph überreicht Charlie eine Halskette, die Gabriel ihr schenken wollte, weswegen sie ihm schließlich vergibt. |                             |                        |                      |                                           |                    |                                                |
| 4 | Menschenhandel              | 10-8 Firestone         | 23. Jan. 2020        | 15. Apr. 2020                             | Milan Cheylov      | Clay Senechal & John Coveny Idee: Atticus East |
| Valeria, Bills ehemalige Informantin aus seiner Zeit als Rauschgift-Ermittler, wird während einer Razzia verhaftet. Bill bringt sie zu sich nach Hause, wo Paula erfährt, dass die beiden auch eine Beziehung miteinander führten. Eines Nachts wurde Bill durch einen Messerstich verletzt, als er Valeria beschützen wollte, er und Paula haben sich in der Klinik zum ersten Mal getroffen. Unterdessen sollen Cade und Theresa auf Anraten eines Sozialarbeiters herausfinden, ob ihre Adoptiv-Kinder auch bei ihnen bleiben möchten, während Charlie Josephs neue Ausbilderin wird und Jerrys Angebot annimmt, Bill heimlich zu beschatten, weil sie sich davon eine Beförderung verspricht. Bill bekommt vom DHS das Angebot, Valeria ins Zeugenschutzprogramm aufzunehmen, wenn sie ihre Komplizen benennt. Sie verrät den Schmuggler Ernesto Diaz, den Bill aus der Haft nehmen lässt, weil er korrekt vermutet, dass ihn Kartell-Mitglieder verfolgen werden, um ihn wegen seines vermeintlichen Verrats zu foltern. Während ein Kader unter Cades Leitung die Kriminellen verhaftet, wird Ernesto bei einem Fluchtversuch angefahren und droht Bill mit seinem letzten Atemzug, dass das Kartell Valeria finden wird. Nach dem Einsatz geht Joseph in eine Bar, wo er vom Barkeeper ignoriert wird, als ihn ein anderer Mann an seinen Tisch bittet. |                             |                        |                      |                                           |                    |                                                |
| 5 | Eine schwere Entscheidung   | 10-8 Black & Blue      | 30. Jan. 2020        | 22. Apr. 2020                             | Chris Grismer      | Kimberly Ann Harrison & Gregory Yeoman         |
| Bei dem Mann handelt es sich um Matthew Evans, einem Kindheitsfreund von Joseph, der beschuldigt wird, den Drogenbaron Trent Anderson ermordet zu haben. Obwohl Matthew seine Unschuld beteuert, trifft sich Bill mit Johnson, dem leitenden Ermittelnden des LAPD in dem Fall, der erklärt, dass Matthew einen Deal mit ihm eingehen wollte. Joseph hat während seiner Ermittlungen zum Mord mit rassistischen Anfeindungen aufgrund seiner afroamerikanischen Herkunft zu kämpfen, weswegen ihm Charlie erklärt, wie er mit diesen fertig werden kann. Im Krankenhaus wird das Budget für Paulas Abteilung gekürzt, weswegen sie kündigen will, allerdings überzeugt Bill sie, zu bleiben und gegen die Kürzung vorzugehen. Ein Mann begleicht Matthews Kaution, um ihn zum Schweigen zu bringen, wird aber von Joseph und Charlie überwältigt. Er verliert die Nerven und gesteht, dass Johnson Trent töten ließ, weil er selber in Drogengeschäfte verwickelt ist, weswegen Bill den Ermittler verhaftet, obwohl er das LAPD damit gegen sich aufbringt. Während Cade und Theresa eventuell bald ein biologisches Kind kriegen und Jerry beschließt, sich für das Amt als Sheriff zu bewerben, besucht Bill seinen Vater Will, dessen geistige Fähigkeiten immer mehr nachlassen, und nimmt ihn zu einem Ausritt mit. |                             |                        |                      |                                           |                    |                                                |
| 6 | Die Geiselnahme             | 10-8 Do No Harm        | 6. Feb. 2020         | 3. Juni 2020                              | Rachel Leiterman   | Rick Dunkle                                    |
| Jerry trennt sich endgültig von seiner Frau und verlangt Bills Unterstützung, damit es nicht zu seiner schmutzigen Kampagne um das Sheriff-Amt kommt. Währenddessen befindet sich Paula mit ihrem Team im Gefängnis, wo sie vom Insassen David Browder und seiner psychotischen Freundin Rose als Geiseln genommen werden. Sie fordert Paula unter Waffengewalt auf, den krebskranken David zu operieren. Obwohl Jerry dagegen ist, weil er Bill für befangen hält, verhandelt dieser mit Rose, einige Geiseln für Operations-Utensilien freizulassen. Als er anschließend das Gefängnis stürmen will, muss Bill feststellen, dass Rose alles voraus gesehen hat und sein Plan nicht aufgeht. Deswegen bietet er sich im Austausch für Paula selbst als Geisel an und will David und Rose auch bei der Flucht per Hubschrauber helfen. Nachdem Paula die Operation erfolgreich beendet hat, willigt Rose ein. Als sie mitbekommt, wie Bill Cade anweist, sie bei der Ankunft auszuschalten, bringt Rose Paula und die restlichen Geiseln erneut in ihre Gewalt und zwingt sie, in Verkleidung auf das Dach zu steigen. Als der Hubschrauber landet, zieht Bill seine Verkleidung aus, Cade kann Rose im letzten Moment niederschießen. David kommt wieder in Gewahrsam, anschließend werden Bill und Paula von ihrer Tochter Maggie empfangen. |                             |                        |                      |                                           |                    |                                                |
| 7 | Das vermisste Mädchen       | 10-8 Search and Rescue | 13. Feb. 2020        | 10. Juni 2020                             | Toa Fraser         | Ian McCulloch                                  |
| Während ein schwerer Brand in Santa Clarita wütet, suchen Bill und Cade nach der vermissten Jugendlichen Tulsa. Sie kommen zu dem Schluss, dass sie entführt wurde, und machen den Täter ausfindig. In dessen Haus finden Joseph und Charlie ein weiteres Mädchen sowie eine Frau, bei der es sich um die Ehefrau des Entführers handelt. Sie gesteht, dass ihr Mann ein Serienmörder ist, der junge Frauen entführt, die er attraktiv findet und in den Bergen ermordet, wenn sie für ihn zu alt werden. Im Gebirge bleibt Cade bei einem vom Täter angeschossenen Camper, während es Bill gelingt, Tulsa zu retten und den Entführer festzunehmen, nachdem er ihn zusammen geschlagen hat. Unterdessen erleidet Brianna bei einem Autounfall eine Gehirnerschütterung und beschimpft Paula wegen persönlicher Fragen. Später gesteht Brianna bei einem Besuch der Eltern, sich in Bezug auf die eigene Geschlechtsidentität unsicher zu sein und seit längerer Zeit männliche Hormone zu nehmen. Derweil gibt Maggie vor, die Grippe zu haben, um die Schule schwänzen zu können, und geht auf einen Reporter los, der sie bedrängt. Als Bill davon erfährt, bittet er Paula und Maggie, ihm bei der Entscheidung zu helfen, ob er noch Sheriff bleiben sollte. |                             |                        |                      |                                           |                    |                                                |
| 8 | Selbstlos                   | 10-8 Selfless          | 20. Feb. 2020        | 17. Juni 2020                             | Peter Leto         | Clay Senechal                                  |
| Cade erfährt vom Tod eines obdachlosen Veteranen, der in seinem Zelt totgeprügelt wurde. Cade will verhindern, dass der Fall wie viele andere Morde an Obdachlosen zu den Akten gelegt wird, auch weil er vor Jahren selbst auf der Straße lebte. Aus diesem Grund besucht er auf der Suche nach Informationen seine ehemalige Selbsthilfegruppe für Wohnungslose. Unterdessen wird Bill von Mitgliedern der Stadtverwaltung aufgefordert, entweder selbst für das Amt des Sheriffs zu kandidieren oder Jerry öffentlich zu unterstützen. Bill ist sich nicht sicher, da er Jerry für das Amt ungeeignet hält, allerdings befürchtet er auch, mit seiner Tätigkeit als Sheriff seine Familie zu belasten. Cades Ermittlungen kommen voran, als Joseph und Charlie einen Sicherheitsmann finden, der auf Zeugen-Beschreibungen passt. Beim Verhör gesteht er, den Obdachlosen gegen Bezahlung umgebracht zu haben. Cade verfolgt das Geld auf den wohlhabenden Bauplaner Neal Ahern zurück, der den Obdachlosen aus der Umgebung seines neuen Wohngebäudes loswerden wollte und von Bill verhaftet wird. Dieser genehmigt Briannas Wunsch, für die Schwerverbrechen-Abteilung in der Analyse zu arbeiten, während Charlie im Auftrag von Jerry Bills Dienstakte beschafft, damit London dessen Unterstützung erpressen kann. |                             |                        |                      |                                           |                    |                                                |
| 9 | Diebstahl in West Hollywood | 10-8 Entitlements      | 27. Feb. 2020        | 24. Juni 2020                             | Laura Belsey       | Kimberly Ann Harrison & Rick Dunkle            |
| Jerry drängt Bill dazu, eine Einbruchsserie bei reichen Hausbesitzern aufzuklären, um diese als Spender zu gewinnen. Cade und Brianna finden heraus, dass die Täter junge, wohlhabende Männer sind, die an einer Art landesweitem „Wettbewerb“ teilnehmen, um berühmt zu werden. Ein erneuter Einbruch schlägt fehl, wobei eine Frau durch einen Schuss fast getötet wird. Unterdessen besucht Paulas Mutter Anjelica die Familie, um bei den Vorbereitungen für Maggies Quinceañera zu helfen, und findet heraus, dass ihre Enkelin eine heimliche Beziehung führt. Bill trifft sich auf Jerry Anweisung hin mit Sozial-Aktivisten, die allerdings Bill selbst bei einer Kandidatur unterstützen würden. Die Einbrecher werden schließlich gefasst, Bill bringt Jerry dazu, die Täter vor Gericht zu bringen und vor der Presse zu verkünden, dass die Reichen mehr für die Stadt tun sollten. Joseph glaubt, sich in Charlie zu verlieben, nachdem er ihr bei einem Einsatz das Leben rettet, während Cades und Teresas Kinder Besuch von ihrer leiblichen Großmutter bekommen sollen. Weil sich Bishop nun als nicht-binär identifiziert und von Genevieve nicht akzeptiert wird, trennen sich die beiden, als Bill zu Besuch kommt, verkündet Bishop, von nun an nur noch mit dem Nachnamen angesprochen werden zu wollen. |                             |                        |                      |                                           |                    |                                                |
| 10 | Grabenkämpfe                | 10-8 School Ties       | 5. März 2020         | 1. Juli 2020                              | Carol Banker       | Ian McCulloch & William L. Rotko               |
| Staatsanwältin Carol Riley verkündet ihre Kandidatur für das Sheriff-Amt und weist Jerrys Freundschafts-Angebote zurück. Unterdessen gerät Charlies Freundin Isobel in Lebensgefahr, als sie einem Kartell-Mitglied einen Sack Bargeld entwendet. Bill nimmt Maggies Freund Wyatt zu ihrem Ärger in die Mangel, während Cades und Teresas Kinder den Tag mit ihrer Großmutter verbringen, die zum Entsetzen der Eltern das Sorgerecht beantragen will. Charlie telefoniert mit Isobel, die sich in einer Bibliothek vor dem Kartell-Mitglied versteckt. Bill und Cade halten dessen Männer in Schach, während Joseph und Charlie die Bibliothek stürmen. Dort gelingt es Isobel, die Waffe des Verbrechers an sich zu nehmen, die sie auf Anraten von Charlie fallen lässt, wodurch das Mitglied verhaftet wird und Charlie ihr versichert, dass auf sie keine Ermittlungen zukommen werden. Später lehnt Charlie ihre langersehnte Beförderung durch Jerry ab, weil sie sonst Josephs Ausbildung nicht beenden könnte. Bill kontaktiert einen Reporter, der belastende Informationen über Carol besitzt, und entschuldigt sich bei Maggie für sein Verhalten. London bittet Charlie, ihm erneut zu helfen, allerdings möchte sie nicht mehr Bills Vertrauen missbrauchen. London will, dass sich Bill und Carol gegenseitig die Karrieren zerstören, damit er Sheriff werden kann. |                             |                        |                      |                                           |                    |                                                |
| 11 | Papierkram                  | 10-8 Paperwork         | 12. März 2020        | 8. Juli 2020                              | Ben Hernandez Bray | Clay Senechal & Bruce Zimmerman                |
| Während Carol Bill eröffnet, dass sie im Johnson-Fall eine Untersuchung gegen ihn einleiten wird, bringen Charlie und Joseph einen Mann aufs Revier, der einen gefälschten Ausweis mit sich führt. Dank Bishops Kontaktpersonen findet das Team heraus, dass er ein aufstrebender Kokain-Händler ist und kurz vor einem großen Deal mit einem mexikanischen Kartell steht. Als Mitglieder des Kartells das Revier angreifen, während der Dealer aus dem Gefängnis ausbricht, ist es Josephs Geistesgegenwart zu verdanken, dass sie schnell ausgeschaltet werden können. Bill und Cade nehmen die Verfolgung auf und zerschlagen dabei das Geschäft des Dealers. Cade und Teresa müssen glaubhaft machen, warum die Großmutter nicht das Sorgerecht erhalten sollte, während Carol Bills Deputies befragt, die aber nicht kooperieren, weswegen ihre Ermittlungen zum Stillstand kommen. Stattdessen stellt sie Nachforschungen zu Bills Vergangenheit an, deshalb will er nicht kandidieren, um seine Familie zu schützen. Paula überredet ihn allerdings, weil sie und Maggie schon zurechtkommen würden. Joseph muss nach Dienstschluss Papierkram erledigen und kommt mit seinem Kollegen Carter ins Gespräch, der ihn überzeugt, mit ihm etwas trinken zu gehen, obwohl er seine Arbeit noch nicht beendet hat. |                             |                        |                      |                                           |                    |                                                |
| 12 | Die Ankündigung             | 10-8 Agency            | 19. März 2020        | 15. Juli 2020                             | Chris Grismer      | Rick Dunkle & Ruth Ferrera                     |
| Bills Schwiegervater Jorge bereitet ihn auf die Ankündigung seiner Kandidatur vor, während Charlie und Joseph in einem Mord an einem wohlhabenden Mann ermitteln, der von seinen bereits erwachsenen Kindern distanziert lebte. Sie können den Fall schnell lösen, als Bishop herausfindet, dass die junge Ehefrau des Getöteten Geld von ihrem Gatten stahl und zudem eine Affäre mit einem seiner Söhne hatte. Cade besucht die Großmutter, um ihr einen Kompromiss vorzuschlagen, sie lehnt aber ab, wodurch sie in Streit geraten und Cade befürchtet, dass sie die Auseinandersetzung vor Gericht gegen ihn verwenden wird. Paula ist immer noch wegen der Geiselnahme traumatisiert und besucht Rose im Gefängnis. Sie behauptet, keine Angst mehr zu haben, Rose hätte ihr zudem vertrauen sollen, ihren Freund auch ohne Waffengewalt zu retten. Carol droht Bill damit, ihn und Joseph anzuklagen, was Bill wenig beeindruckt, während Jerry ihr anbietet, ihn gewinnen zu lassen, im Gegenzug erhält sie kompromittierende Unterlagen über Bill. Joseph beobachtet, wie Carter einen Mann verprügelt, als er aber lügt, um ihn zu decken, sperrt ihn Charlie als Strafe vorübergehend ein. Am Ende der Folge erfährt Bill von Cade und Bishop, dass immer mehr Informanten der Ermittler getötet werden. |                             |                        |                      |                                           |                    |                                                |
| 13 | Lang lebe Bill Hollister!   | 10-8 Bulletproof       | 26. März 2020        | 22. Juli 2020                             | Chris Grismer      | Kimberly Ann Harrison                          |
| Nachdem weitere Informanten sterben und Curtis entführt wird, ordnet Bill sein Team an, eine Gemeinsamkeit zwischen den Opfern zu finden. Unterdessen will sich Cade betrinken, weil er und Teresa den Sorgerechts-Streit verloren haben, allerdings bekräftigt Bill ihn, dass der Kampf noch nicht verloren sei. Carter erzählt Joseph, dass er durch seine Deckung Mitglied bei den „Lions“ werden kann, einer Gruppe von Ermittlern, die mit voller Absicht Dienstvorschriften missachten. Joseph weist ihn ab und entschuldigt sich bei Bill für seinen Fehltritt. Dieser findet heraus, dass Carol von Johnson eine Informanten-Liste erhalten hat, die einer ihrer Leute weiterverbreitete. Bill verlangt von Johnson, den Namen des Maulwurfs preiszugeben, nachdem dieser verhaftet wurde, befreit er zusammen mit Bishop, Cade, Charlie, Jerry und Joseph Curtis. Bill kommt gerade noch rechtzeitig bei Maggies Quinceañera an, während Jerry Carol dazu zwingt, die Ermittlungen gegen Bill einzustellen und von ihrem Posten als Staatsanwältin zurück zu treten. Danach zerstört er seine Druckmittel gegen Bill und will eine ehrliche Kampagne führen. Joseph verspricht Charlie, sie nie wieder anzulügen, anschließend küssen sich die beiden. |                             |                        |                      |                                           |                    |                                                |

## Rezeption
In der Internet Movie Database erreichte die Serie eine Bewertung von 6,2 aus zehn Sternen basierend auf 4.215 abgegebenen Bewertungen. Bei Rotten Tomatoes erhielt sie eine Kritiker-Bewertung von 40 Prozent basierend auf 15 Kritiken sowie einen Zuschauer-Wert von 61 Prozent basierend auf 174 Stimmen. Auf Metacritic ergab sich ein Kritiker-Wert von 51 aus 100 basierend auf 10 Kritiken sowie ein Zuschauer-Wertung von vier von zehn basierend auf 22 Stimmen.
Loryn Pörschke-Karimi kritisierte auf Serienjunkies.de die zu offensichtliche Agenda der Serienmacher, die das Sehvergnügen der Zuschauer trübe. In der Serie werde übertrieben der Eindruck vom Wilden Westen erweckt, auch die präsentierten moralischen Fragestellungen seien einfach gestrickt und die Antagonisten in ihrer Boshaftigkeit schwarz-weiß dargestellt. Obwohl die Darsteller gut seien, hätten sie kaum Möglichkeiten, ihre Figuren tiefgründiger darzustellen. Der einsame Wolf, der mit seinem Team gegen die Obrigkeit ankämpft, wirke nicht mehr zeitgemäß, wenngleich das Team trotz fehlender Vielseitigkeit durchaus charmant sei. Ähnlich äußerte sich Nicolas Freund in der Süddeutsche Zeitung. Die Hauptfigur, die Stephen Dorff wie einen präpotenten Teenager spiele, hätte zwar mit ihrem toxisch-männlich angehauchtem Randalieren durchaus einen zynischen Reiz, allerdings werde durch die wacklige Kamera und ständigen Blaulichter und Suchscheinwerfer die simple Auslegung von Gut und Böse schnell deutlich, was Krimiserien bereits vor 20 Jahren nuancierter behandelt hätten. Zudem werde das Weltbild des Protagonisten nie hinterfragt, durch dessen Kritik an der Presse und Institutionen wirke Deputy trotz eines anfänglichen Plädoyers für Immigranten wie eine republikanisch bis stramm konservative Cop-Fantasie. Obwohl Michael Hanfeld in der Frankfurter Allgemeine Zeitung zustimmt, dass die Serie zunächst wie ein Western von gestern scheine und dem Zeitgeist maximal zuwiderlaufe, sei sie nicht ganz so simpel, in der Handlung sei Platz für Zweifel an den Aktionen der Figuren. Der Protagonist, den Dorff mit aller Verve spiele, sei zwar ein Cowboy ohne Furcht und Tadel, allerdings keine Kopie von John Wayne und kenne seine Grenzen. Das Subversive an der Handlung lasse sich auch an weiteren Hauptfiguren erkennen, unter anderem an der zierlichen, lesbischen Bishop sowie dem harten Cade, der die Kinder eines von ihm erschossenen Verbrechers adoptiert. Daniel D'Addario behauptete in der Variety, dass sich Deputy wie kaum eine andere Fernsehserie so vielen Klischees bediene. Polizisten würden als extrem verständnisvoll, jegliche Einschränkungen der Macht der Beamten als schädlich und naiv präsentiert, was angesichts realer Polizeibrutalität beunruhigend anzusehen sei. Noch schlimmer seien die trägen und angestaubten Dialoge, die wie aus einem anderen Jahrhundert wirkten. Glenn Garvin der Reason lobte die Serie trotz ihrer seltsamen politischen Ansichten und Rotfleisch-Ästhetik, weil sie einen unbestreitbaren Charme besitze. Garvin äußerte sich dabei positiv über die komplex inszenierten Schießereien und Verfolgungsjagden, prasselnden Dialoge und erstaunlich differenzierten Figuren, besonders die freche Bishop, die sich gut mit behördlichen Eigenheiten auskenne, sei interessant. Merrill Barr befand in der Forbes, dass Deputy einfach eine konsistente halbstündige Krimiserie mit den für Fox typischen Kanten sei. Der Protagonist sei aufregend, weil er zwar Bürokratie verabscheue, aber trotzdem seine Macht als Gesetzeshüter nutze, um den Bürgern zu helfen. Die Serie behalte den energischen Charakter ihrer Pilotfolge, mache Spaß und sei deshalb auch fesselnd und zuverlässig.